# Jornegro
Jornal criado em 1978, em São Paulo, pela militância negra, ditado por jornalistas como Odacir de Matos. O veículo nasceu de uma entidade chamada Centro de Cultura e Arte Negra (CECAN), um centro cultural no bairro do Bexiga, em São Paulo. Dentro do CECAN, nasceu a Federação das Entidades Afro-Brasileiras do Estado de São Paulo (FEABESP), que foi o responsável pela publicação. Um dos seus criadores foi o escritor Cuti, pseudônimo de Luiz Silva.